# Black Rainbows (Corinne Bailey Rae)
Black Rainbows è il quarto album in studio della cantautrice britannica Corinne Bailey Rae, pubblicato il 15 settembre 2023 da Black Rainbows Music e Thirty Tigers.
Bailey Rae ha affermato che Black Rainbows è stato ispirato da una mostra sulla storia dei neri dell'artista Theaster Gates presso la Stony Island Arts Bank di Chicago a cui ha partecipato, che "ha evocato pensieri sulla schiavitù, spiritualità, bellezza, sopravvivenza, speranza e libertà".

## Tracce
1. A Spell, a Prayer – 5:26 (Corinne Bailey Rae)
2. Black Rainbows – 1:57 (Bailey RaeS. J. Brown, Myke Wilson)
3. Erasure" – 2:46 (Bailey Rae)
4. Earthlings – 3:38 (Bailey Rae, Brown)
5. Red Horse – 5:42 (Bailey RaeBrown, Amber Strother, Paris Strother)
6. New York Transit Queen – 1:49 (Bailey Rae)
7. He Will Follow You with His Eyes – 3:45 (Bailey Rae)
8. Put It Down – 8:29 (Bailey Rae, Brown)
9. Peach Velvet Sky – 5:50 (Bailey Rae, Brown)
10. Before the Throne of the Invisible God – 5:12 (Bailey Rae)